# Чесноков Павло Григорович
Павло́ Григо́рович Чесноков  (12(24) жовтня 1877 — †14 березня 1944, Москва) — хоровий диригент, регент, педагог, композитор, методист.

## Життєвий шлях
Народився біля Воскресенська, нині Московська область. Закінчив в 1895 Синодальне училище як хоровий диригент, в 1913 — Московську консерваторію по класу композиції в С. Н. Василенко (раніше брав уроки в С. І. Танєєва й М. М. Іпполітова-Іванова).
З 1900-х років Чесноков завоював велику популярність як регент й автор духовної музики. Довгий час керував хором церкви Трійці на Брудах (на Покровці), з 1917 по 1928 — хором церкви Василя Неокесарійського на Тверській; працював також з іншими хорами, давав духовні концерти. Його твори входили в репертуар Синодального хору й інших великих хорів. Усього Чесноковим створено біля п'ятисот хорових п'єс — духовних творів і перекладень традиційних розспівів (серед них по кілька повних циклів літургії й цілонічного пильнування, панахида, цикли До Пресвятої Богородиці, У дні свари, До Господа Бога), обробок народних пісень, хорів на вірші російських поетів.
У 1910 році побував у Мелітополі, де спілкувався із місцевим священиком П. П. Чугаєвим
Після 1928 змушений був залишити регентство і заняття духовною музикою. Тривалий час керував Державною академічною хоровою капелою, був хормейстером Большого театру. З 1920 до кінця життя викладав диригування і хорознавство в Московській консерваторії. Його книга «Хор и управление им» (1940; 3 вид. 1961) стала хрестоматійною для діячів хорового мистецтва.

## Творчість П.Г.Чеснокова
Чесноков — один з найвидніших представників т. зв. «нового напрямку» у російській духовній музиці; для нього типові, з одного боку, чудове володіння хоровим листом, відмінне знання різних видів традиційного співу (що особливо проявляється в його перекладаннях розспівів), а з іншого боку — тяжіння до великої емоційної відкритості у вираженні релігійного почуття, аж до прямого зближення з пісенною або романсовою лірикою (особливо типово для композицій, що користуються й нині великою популярністю духовних творів для голосу соло з хором).

### Чесноков і хор
Любов до хорової музики була сенсом життя Чеснокова. Хори якими він керував досягали високих художніх результатів — неймовірно високої вокально-технічної майстерності та яскравої виразності. У роботі з хором Чесноков поставав як знавець хорового співу, відмінний освічений музикант і талановитий високопрофесійний диригент.

### Принципи роботи з хором
- не потребував жорсткої дисципліни. Достатнім часом для хорової репетиції вважав годину. Принцип «співу у власне задоволення»;
- економія часу — ставив конкретні задачі та добивався їх якісного виконання;
- якісна, точна настройка хору — зміна хорового акорду наставала у всіх партіях одночасно;
- чітка інтерпретація хорового твору за задумом композитора.
- відсутність грандіозних кульмінацій, широкої стихійної епічності підкоряла слухачів своє справжністю.
- Чеснокова хористи любили та поважали. Це принцип взаємоповаги співаків і диригента.